# Smaky

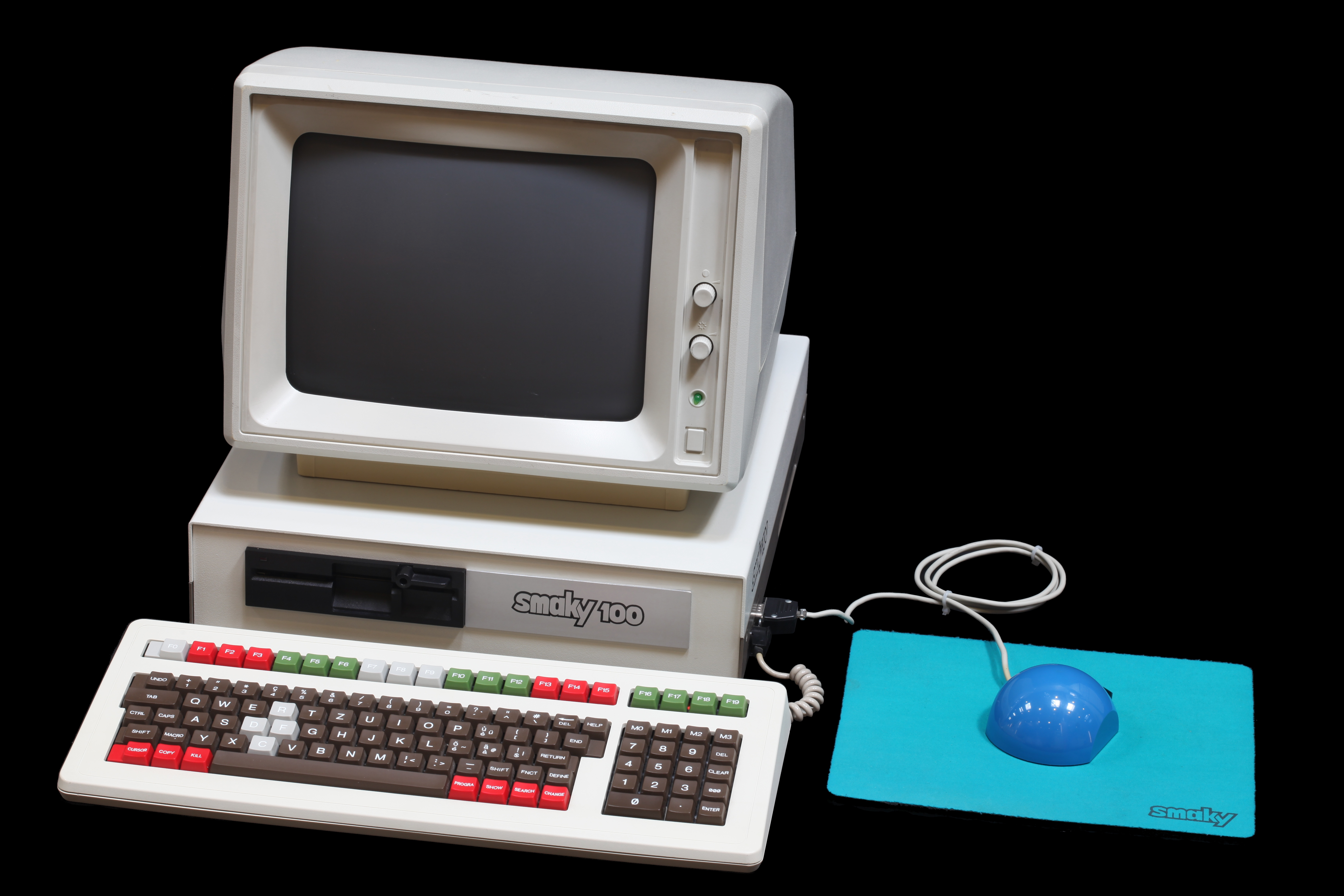
Een Smaky 100

De Smaky's vormen een serie personal computers die vanaf 1974 ontwikkeld werden door professor Jean-Daniel Nicoud van de Technische Hogeschool van Lausanne in Zwitserland. De naam Smaky is een afkorting voor SMArt KeYboard. Het moederbord bevond zich namelijk in het toetsenbord.
De eerste drie versies, de Smaky 1, Smaky 2 en de Smaky 4 (De Smaky 3 is nooit afgebouwd) waren uitgerust met de Intel 8080-processor. Vanaf 1978 werd de Zilog Z80 gebruikt en in 1981 werd overgestapt op de Motorola 68000.
Vanaf 1995 werden er geen Smaky's meer gemaakt. In 2000 verscheen nog wel een emulator om de Smaky na te bootsen onder Microsoft Windows.